# کارماسکالی (شهرستان استرلیتاماکسکی، باشقیرستان)
کارماسکالی (انگلیسی: Karmaskaly, Sterlitamaksky District, Republic of Bashkortostan) یک شهرک در شهرستان استرلیتاماکسکی استان باشقیرستان کشور روسیه است.